# Mid Calder
Mid Calder ist eine Ortschaft im Nordwesten der schottischen Council Area West Lothian beziehungsweise in der traditionellen Grafschaft Edinburghshire. Sie liegt an der Mündung des Linhouse Water in den Almond direkt südöstlich von Livingston.

## Geschichte
Am Standort der heutigen Mid Calder Parish Church befanden sich wahrscheinlich bereits seit Mitte des 12. Jahrhunderts Vorgängerbauten. Eine um 1150 erbaute, dem Bistum St Andrews zugehörige Kirche wurde im Jahre 1241 eingesegnet.
Um das Jahr 1350 gelangte die Familie Sandilands, die späteren Lords Torphichen, in den Besitz der Ländereien von Calder. 1564 wurde James Sandilands als erster Lord Torphichen installiert und der Titel ebenso wie die Ländereien seitdem innerhalb der Familie vererbt. Ihr Stammsitz, das Herrenhaus Calder House, entstand großteils im 16. Jahrhundert und ersetzte dabei eine kleine Festung älteren Datums. 1556 vollzog der schottische Reformator John Knox im großen Saal von Calder House erstmals öffentlich die reformierte Kommunion.
Im Laufe der 18. Jahrhunderts entwickelte sich Mid Calder durch seine Station entlang des Kutschweges von Glasgow nach Edinburgh. Die Schieferölproduktion im nahegelegenen Pumpherston trieb die Entwicklung weiter voran. Heute dominiert die in den 1960er Jahren entstandene Planstadt Livingston Mid Calder.

## Verkehr
Auf Grund seiner Nähe zu Livingston ist Mid Calder gut an das Fernstraßennetz angeschlossen. Innerhalb weniger Kilometer sind die A70 (Edinburgh–Ayr), die A71 (Edinburgh–Irvine), die A705 (Livingston–Whitburn), die A899 (Livingston–Broxburn) sowie die M8 erreichbar. Der Flughafen Edinburgh liegt rund neun Kilometer nordöstlich.